# Adelaide Phillipps
Adelaine Maria Marianne Phillips (Bristol, 26 ottobre 1833 – Karlsbad, 3 ottobre 1882) è stata un contralto britannico naturalizzato statunitense.

## Biografia
Adelaide Maria Marianne Phillipps nacque a Bristol nel 1833, seconda dei sei figli di Mary Rees e Alfred Phillips. Cominciò a calcare le scene durante l'infanzia e nel 1841 fu l'eponima protagonista in Bombastes Furioso al Theatre Royal di Bristol. Nello stesso anno seguì la famiglia negli Stati Uniti, facendo il suo debutto a Boston nel gennaio successivo. Esordì a New York nel maggio 1843 al Barnum's American Museum, dove era pubblicizzata come "the best danseuse in America". Nel 1850 cantò per Jenny Lind, che le consigliò di studiare in Europa.
Arrivò quindi a Londra nel marzo 1852 e studiò canto con Manuel García. L'anno dopo si trasferì in Italia per perfezionarsi e qui esordì a Brescia come Arsace in Semiramide. Di ritorno negli Stati Uniti, cantò a Filadelfia e New York, diretta da Max Maretzek, con cui cantò anche a Cuba. Nel 1860 fece il suo debutto in un oratorio, cantando nel Messiah con la Handel and Haydn Society a Boston. Nel 1861 fu Azucena ne Il trovatore a Parigi e successivamente si esibì nel resto dell'Europa, degli Stati Uniti e Cuba. Ottenne particolari successi nei ruoli di Leonora, Rosina e Maffio Orsini in Lucrezia Borgia. Fu la primadonna di una propria compagnia, l'Adelaine Phillips Opera, tra il 1876 e il 1879 e poi si unì all'Ideal Opera Company, con cui cantò fino al 1881. Con la compagnia cantò nei ruoli di Buttercup in H.M.S. Pinafore, Ruth in The Pirates of Penzance, Germaine in Les cloches de Corneville, la Regina ne La zingara, Lady Sangazure in The Sorcerer e l'eponima protagonista in Boccaccio. 
Cantò per l'ultima volta a Cincinnati nel 1882 e morì improvvisamente in Germania all'età di quarantadue anni nell'ottobre dello stesso anno.